# 小山綾菜
小山 綾菜（おやま あやな、1994年7月13日 - ）は、日本の女子バレーボール選手。

## 来歴
北海道札幌市出身。小学校3年のときに両親の影響からバレーボールを始める。札幌札苗中学校時代には北海道選抜に選出された。札幌山の手高校に進学し、春高バレーなどで活躍した。
2013年2月、NECレッドロケッツの内定選手となり、同年12月22日のトヨタ車体戦で途中出場し、プレミアリーグデビューした。
2018年6月、NECは小山の現役引退を発表した。
2021年、NEC経由で2020年東京オリンピックの運営スタッフを務めた。その後、地元・札幌市を本拠地とするアルテミス北海道の監督でNECの先輩でもある成田郁久美から選手としてオファーを受ける。しかし、五輪運営スタッフとして活動したことでスポーツビジネスに携わりたい気持ちが強まっていて、スタッフとしての入団を希望。そして、2022年1月1日付でアルテミスに新設されたディレクターに就任となった。
2023-24シーズンよりアルテミスはV.LEAGUE DIVISION3 WOMEN（V3女子）に参入。そして、小山は同シーズンに向けて選手兼シニアマネージャーとして現役復帰を果たした。
2024年、アルテミスを退団。

## 所属クラブ
- 札幌市立北白石小学校
- 札幌市立札苗中学校
- 札幌山の手高等学校
- NECレッドロケッツ（2013-2018年）
- アルテミス北海道（2023-2024年）

## 個人成績
Vプレミアリーグレギュラーラウンドにおける個人成績は下記の通り。
| シーズン | 所属 | 出場 | 出場   | アタック | アタック | アタック | アタック | ブロック | ブロック | サーブ | サーブ | サーブ | サーブ | レセプション | レセプション | 総得点 | 備考 |
| -------- | ---- | ---- | ------ | -------- | -------- | -------- | -------- | -------- | -------- | ------ | ------ | ------ | ------ | ------------ | ------------ | ------ | ---- |
| シーズン | 所属 | 試合 | セット | 打数     | 得点     | 決定率   | 効果率   | 決定     | /set     | 打数   | エース | 得点率 | 効果率 | 受数         | 成功率       | 総得点 | 備考 |
| 2013/14  | NEC  | 17   | 1      | 2        | 1        | 50.0%    | %        | 0        | 0.00     | 0      | 0      | 0.00%  | 0.0%   | 0            | 0.0%         | 0      |      |
| 2014/15  | NEC  | 4    | 0      | 0        | 0        | 0.0%     | %        | 0        | 0.00     | 0      | 0      | 0.00%  | 0.0%   | 0            | 0.0%         | 0      |      |
| 2015/16  | NEC  | 21   | 13     | 41       | 12       | 29.3%    | %        | 0        | 0.00     | 28     | 2      | 7.14%  | 15.5%  | 38           | 31.6%        | 14     |      |
| 2016/17  | NEC  | 21   | 6      | 2        | 0        | 0.0%     | %        | 0        | 0.00     | 8      | 0      | %      | 6.3%   | 1            | 0.0%         | 0      |      |